# Заслуженный тренер
Заслуженный тренер — как правило, почётное спортивное звание (в ряде случаев — почётное звание). Звания «заслуженный тренер» существовали в СССР: звание «заслуженный тренер СССР» было введено в 1956 году, позднее — звания заслуженных тренеров союзных республик. Аналогичные звания существовали в ряде социалистических стран; до настоящего времени они сохранились в Болгарии и Польше (учреждено 30 мая 1985 года).
После распада СССР звание «заслуженный тренер СССР» присваивалось в 1992 году за подготовку спортсменов, выступавших в составе Объединённой команды. Начиная с 1992 года, звания «заслуженный тренер» были учреждены в ряде государств, ранее входивших в состав СССР (в некоторых — как почётное звание):
- Заслуженный тренер России — почётное спортивное звание;
- Заслуженный тренер Украины — в 1993 году, почётное звание; по Единой спортивной классификации Украины 2006 года — спортивное звание;
- Заслуженный тренер Республики Беларусь — в 1994 году, почётное спортивное звание; с 13 апреля 1995 года — почётное звание;
- Заслуженный тренер Республики Казахстан — спортивное звание (до 2014 года — почётное спортивное звание)[3];
- Заслуженный тренер Кыргызской Республики — почётное спортивное звание;
- Заслуженный тренер Молдовы — почётное спортивное звание;
- Заслуженный тренер Республики Таджикистан — почётное спортивное звание;
- Заслуженный тренер Республики Узбекистан — 26 апреля 1996 года, почётное звание.

Почётное звание — звание, присваиваемое в индивидуальном порядке высшим законодательным органом страны или президентом; почётное спортивное звание — звание, присваиваемое в индивидуальном порядке руководством отвечающего за спорт министерства или ведомства; спортивное звание — звание, присваиваемое при выполнении нормативов, установленных спортивными классификациями.

## Заслуженный тренер СССР

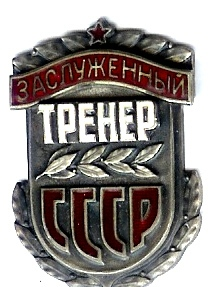
Нагрудный знак ЗТ СССР

См. также: Категория:Заслуженные тренеры СССР
«Заслуженный тренер СССР» — почётное спортивное звание, присваивавшееся наиболее отличившимся советским тренерам в 1956—1992 годах (до этого за тренерские достижения присваивалось звание «заслуженный мастер спорта»).
Звание было учреждено 24 марта 1956 года Комитетом по делам физической культуры и спорта при Совете министров СССР. В постановлении говорилось:

Звание «присваивается тренерам, добившимся выдающихся успехов в воспитании и подготовке мастеров спорта, чемпионов и рекордсменов СССР, Европы и мира, а также за плодотворную многолетнюю деятельность по подготовке квалифицированных спортсменов, разработку передовых методов обучения и тренировки и активное участие в общественной жизни.»

Список первых обладателей звания был опубликован в газете «Советский спорт» 7 августа 1956 года, в период проведения финальных соревнований I Спартакиады народов СССР; в него вошли 53 тренера в 18 видах спорта. Знак № 1 получил легкоатлетический тренер Виктор Ильич Алексеев, заслуженный мастер спорта, подготовивший несколько известных метателей, в том числе олимпийскую чемпионку 1952 года Галину Зыбину. Впоследствии В. И. Алексеев стал самым титулованным тренером в СССР.

### Заслуженный тренер союзной республики

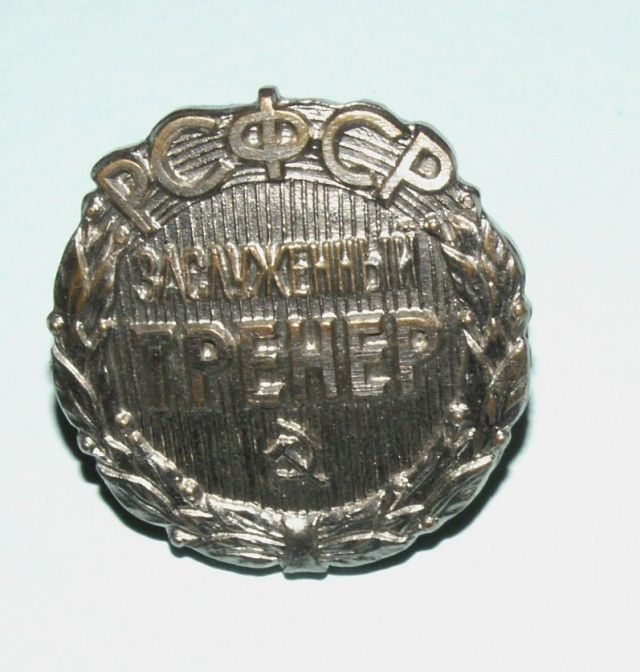
Нагрудный знак ЗТ РСФСР

В 1950-х — 1960-х годах в союзных республиках были учреждены звания заслуженного тренера республики:
- Заслуженный тренер РСФСР;
- Заслуженный тренер УССР;
- Заслуженный тренер БССР — учреждено в 1960 году[5];
- Заслуженный тренер Азербайджанской ССР;
- Заслуженный тренер Армянской ССР;
- Заслуженный тренер Грузинской ССР;
- Заслуженный тренер Казахской ССР;
- Заслуженный тренер Киргизской ССР;
- Заслуженный тренер Латвийской ССР — учреждено 16 марта 1961 года как почётное звание[6];
- Заслуженный тренер Литовской ССР;
- Заслуженный тренер Молдавской ССР;
- Заслуженный тренер Таджикской ССР;
- Заслуженный тренер Туркменской ССР;
- Заслуженный тренер Узбекской ССР;
- Заслуженный тренер Эстонской ССР.

Нагрудные знаки «Заслуженный тренер»
Заслуженный тренер РСФСР
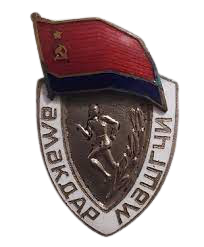
Заслуженный тренер Азербайджанской ССР
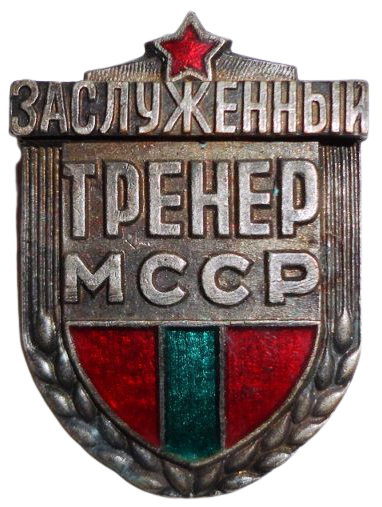
Заслуженные тренер Молдавской ССР
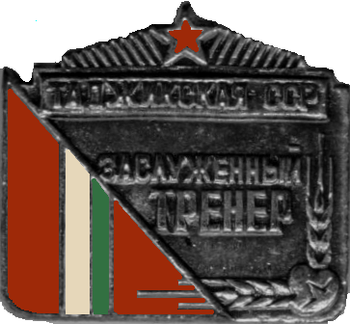
Заслуженный тренер Таджикской ССР
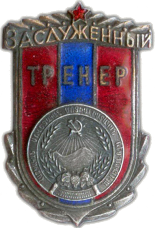
Заслуженный тренер Армянской ССР

## Заслуженный тренер России
См. также: Категория:Заслуженные тренеры России
«Заслуженный тренер России» — почётное спортивное звание.

Нагрудные знаки ЗТ России
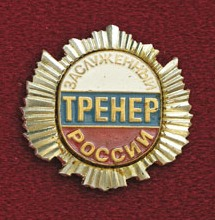
Знак, вручавшийся до 2007 года
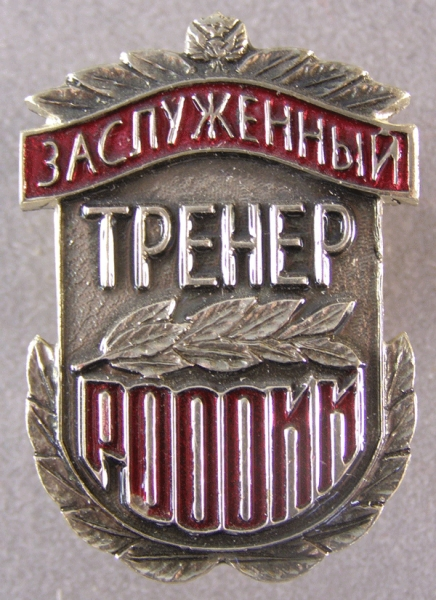
Знак, вручающийся с 2007 года

### Иностранцы — заслуженные тренеры России
Хотя согласно положению о звании оно присваивается гражданам РФ, 18 сентября 2007 года заслуженным тренером России стал первый иностранец — Дэвид Блатт (гражданин Израиля и США), главный тренер мужской сборной России по баскетболу, ставшей чемпионом Европы. Итальянец Джованни Капрара, главный тренер женской сборной России по волейболу, ставшей чемпионом мира 2006, заслуженным тренером РФ стал в июне 2008 года.
| Дата             | Тренер                  | Гражданство | Вид спорта | Должность                                 | Достижения                                                                   |
| ---------------- | ----------------------- | ----------- | ---------- | ----------------------------------------- | ---------------------------------------------------------------------------- |
| 2007 18 сентября | Блатт, Дэвид            | Израиль     | баскетбол  | главный тренер мужской сборной России     | Чемпионат Европы 2007 — чемпион                                              |
| 2008 июнь        | Капрара, Джованни       | Италия      | волейбол   | главный тренер женской сборной России     | Чемпионат мира 2006 — чемпион                                                |
| 2008 25 декабря  | Адвокат, Дик            | Нидерланды  | футбол     | главный тренер «Зенита» (Санкт-Петербург) | Кубок УЕФА и Суперкубок УЕФА 2008 — обладатель                               |
| 2008 25 декабря  | Хиддинк, Гус            | Нидерланды  | футбол     | главный тренер сборной России             | Чемпионат Европы 2008 — бронзовый призёр                                     |
| 2013 20 мая      | Знарок, Олег Валерьевич | Германия    | хоккей     | главный тренер и тренер «Динамо» (Москва) | Кубок Гагарина 2012, 2013 — обладатель                                       |
| 2013 20 мая      | Витолиньш, Харийс       | Латвия      | хоккей     | главный тренер и тренер «Динамо» (Москва) | Кубок Гагарина 2012, 2013 — обладатель                                       |
| 2015 17 марта    | Гамба, Эцио             | Италия      | дзюдо      | главный тренер мужской сборной России     | Олимпийские игры 2012 — 5 медалей (из них 3 — золотые) российских дзюдоистов |
| 1. 2.            |                         |             |            |                                           |                                                                              |

## Заслуженный тренер Украины

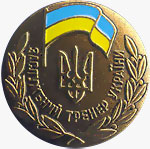
Нагрудный знак ЗТ Украины

См. также: Категория:Заслуженные тренеры Украины
«Заслуженный тренер Украины» (ЗТУ, укр. Заслужений тренер України) — звание, учреждённое в 1993 году как почётное звание, по Единой спортивной классификации Украины 2006 года — спортивное звание.
Порядок и критерии присвоения и лишения звания регулируется Единой спортивной классификации Украины 2006 года, в 1993—2006 годах — Положением о почётном звании «Заслуженный тренер Украины» (редакции 1993 и 1997 годов). Вопрос о присвоении и лишении звания решается высшим органом по управлению физической культурой и спортом Украины. Звание присваивается гражданам Украины.
Согласно Единой спортивной классификации Украины 2006 года, звание ЗТУ присваивается «за особо высокие заслуги в подготовке высококвалифицированных спортсменов в индивидуальных или командных видах программы» при выполнении указанных в документе нормативов.
В 2009 году звание впервые было присвоено тренеру, не имеющему гражданства Украины — гражданину Румынии Мирче Луческу за подготовку донецкого «Шахтёра», выигравшего Кубок УЕФА 2008/2009.

## Заслуженный тренер Республики Беларусь
См. также: Категория:Заслуженные тренеры Республики Беларусь
См. также: Список заслуженных тренеров Республики Беларусь по греко-римской борьбе

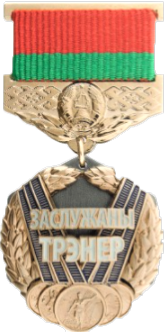
Нагрудный знак «Заслуженный тренер Республики Беларусь» (вариант 2020 года)

«Заслуженный тренер Республики Беларусь» (бел. Заслужаны трэнер Рэспублікi Беларусь) — почётное звание, присваиваемое указами Президента Республики Беларусь.
Звание было учреждено в 1994 году как почётное спортивное звание, а Законом Республики Беларусь от 13 апреля 1995 года «О государственных наградах Республики Беларусь» — как почётное звание. В сменившем его Законе от 18 мая 2004 года говорится:

Почётное звание «Заслуженный тренер Республики Беларусь» присваивается:

 высококвалифицированным тренерам-преподавателям по спорту, в том числе работающим со спортсменами-инвалидами не менее четырёх лет, — за успешную учебно-тренировочную и воспитательную работу по подготовке выдающихся спортсменов и команд;

 тренерам национальных (сборных) команд Республики Беларусь, имеющим стаж работы с этими командами не менее четырёх лет, — за непосредственную подготовку и успешное выступление этих команд на Олимпийских играх, чемпионатах, первенствах и Кубках мира и Европы;

 первым тренерам спортсменов, достигших отличных успехов на Олимпийских играх, чемпионатах, первенствах и Кубках мира и Европы, работающим с этими спортсменами не менее двух лет, начиная с учебно-тренировочного этапа;

 тренерам спортивных школ и организаций, ранее принимавшим непосредственное участие в подготовке переданных в высшее звено спортсменов, при условии работы с ними не менее четырёх лет.

12 апреля 1996 года лица, имеющие звания «Заслуженный тренер СССР» и «Заслуженный тренер БССР», были приравнены к лицам, удостоенным звания «Заслуженный тренер Республики Беларусь».
Описание нагрудного знака было принято 15 января 1996 года, а 8 апреля 2005 года было принято новое описание, в котором надписи были переведены с русского языка на белорусский. В 2020 году нагрудный знак изменил своё обличие.

## Заслуженный тренер Республики Узбекистан

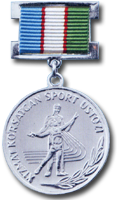
Нагрудный знак к званию «Заслуженный тренер Республики Узбекистан»

«Заслуженный тренер Республики Узбекистан» (узб. Ўзбекистон Республикасида хизмат кўрсатган спорт устози, O'zbekiston Respublikasida xizmat ko'rsatgan sport ustozi) — почётное звание, присваиваемые указами Президента Республики Узбекистан «тренерам, подготовившим чемпионов и призёров Олимпийских и Азиатских игр, мировых, азиатских чемпионатов, первенств, других международных соревнований группы А, предолимпийских турниров или всемирных чемпионатов инвалидов, а также за особые заслуги в развитии физкультуры и спорта». Звание учреждено законом Республики Узбекистан от 26 апреля 1996 года.

## Заслуженный тренер Республики Казахстан
См. также: Категория:Заслуженные тренеры Республики Казахстан
«Заслуженный тренер Республики Казахстан» (каз. Қазақстан Республикасының еңбек сіңірген жаттықтырушысы) — почётное спортивное звание, учреждённое в 1994 году взамен звания «Заслуженный тренер Казахской ССР».